# 다이센정
다이센정(일본어: 大山町)은 일본 돗토리현 서부에 있는 사이하쿠군의 정이다.
정명은 주고쿠 지방 최고봉인 다이센산에서 유래했다. 주 산업은 관광업과 농업이다.

## 역사
- 1955년 9월 1일 - 사이하쿠군 도코로고촌, 고마촌이 신설 합병해 사이하쿠군 다이센정이 되었다.
- 1955년 11월 3일 - 사이하쿠군 구 다이센정, 다이센촌이 신설 합병해 사이하쿠군 신 다이센정이 되었다.
- 2005년 3월 28일 - 사이하쿠군 구 다이센정, 나와정, 나카야마정이 신설 합병해 새로운 다이센정이 되었다.

## 교통

### 철도
- 서일본 여객철도 산인 본선

### 도로
- 산인 자동차도(일본어판)
- 국도 9호선

## 자매 도시
- 일본 오키나와현 가데나정
- 일본 에히메현 이요시
- 일본 히로시마현 구레시
- 일본 오키나와현 가데나정
- 일본 에히메현 이요시
- 대한민국 강원특별자치도 양양군
- 미국 캘리포니아주 데메큘라